# Шенијер
Шенијер (фр. Chenières) насеље је и општина у североисточној Француској у региону Лорена, у департману Мерт и Мозел која припада префектури Брије.
По подацима из 2011. године у општини је живело 632 становника, а густина насељености је износила 74,35 становника/km². Општина се простире на површини од 8,5 km². Налази се на средњој надморској висини од 310 метара (максималној 398 m, а минималној 274 m).

## Демографија
| 1962. | 1968. | 1975. | 1982. | 1990. | 1999. | 2011. |
| ----- | ----- | ----- | ----- | ----- | ----- | ----- |
| 342   | 431   | 466   | 452   | 512   | 531   | 632   |

График промене броја становника у току последњих година